# Jasper Philipsen
Jasper Philipsen (Mol, 2 maart 1998) is een Belgisch wielrenner die vanaf 2021 rijdt voor Alpecin-Deceuninck. Philipsen wordt vooral gekenmerkt door zijn explosieve sprints.

## Carrière

### Jeugd
Vanaf 2010 reed hij voor de ploeg Koninklijke Balen BC. In 2015 werd Philipsen nationaal kampioen tijdrijden voor junioren. Later dat jaar werd hij in diezelfde discipline achtste op het Europese kampioenschap en zesde op het wereldkampioenschap. Een jaar later won hij de Guido Reybrouck Classic en E3 Harelbeke voor junioren, en verdedigde hij met succes zijn nationale tijdrittitel. Daarnaast werd hij dat jaar onder meer vijfde in Parijs-Roubaix voor junioren en elfde in de Omloop der Vlaamse Gewesten. Philipsen werd geselecteerd voor zowel de tijdrit als de wegwedstrijd op het wereldkampioenschap in Doha. Na de tijdrit, waarin hij de achttiende tijd neerzette, werd hij uitgeput en oververhit naar het ziekenhuis gebracht. Hoewel Philipsen fysiek in orde bleek te zijn, ging hij drie dagen later niet van start in de wegwedstrijd.
Op 1 april 2017 behaalde Philipsen zijn eerste UCI-zege bij de eliterenners, voor de ploeg BMC Development Team. In de tweede etappe van de Triptyque des Monts et Châteaux bleef hij in de massasprint zijn landgenoot Milan Menten en de Nederlander Maarten van Trijp voor. Een dag later nam hij, dankzij een vijfde plaats in de individuele tijdrit, de leiderstrui over van Christopher Lawless. In de laatste etappe werd hij vierde, waardoor hij niet alleen het eindklassement, maar ook het punten- en jongerenklassement op zijn naam schreef. Na een tweede plaats in zowel de Ronde van Vlaanderen voor beloften als de ZLM Tour, won hij in juni een etappe in de Baby Giro. In het puntenklassement bleef hij Neilson Powless één punt voor. In juli won hij de tweede etappe in de Ronde van de Elzas, waarna hij de wegwedstrijd voor beloften op zowel het Europees als het nationaal kampioenschap reed. In de vijfde etappe van de Olympia's Tour bleef hij Patrick van der Duin en Fabio Jakobsen voor in de massasprint. In oktober won hij de belofteversie van Parijs-Tours.

### 2018
In 2018 werd Philipsen prof bij Hagens Berman Axeon. Hij behaalde dat jaar verschillende overwinningen, waaronder het eindklassement van de Triptyque des Monts et Châteaux en een etappe in de Baby Giro. In oktober kreeg hij een contract aangeboden bij UAE Team Emirates. Via deze ploeg maakt hij de overstap naar de World Tour.

### 2019
Begin 2019 boekte Philipsen zijn eerste World Tour-overwinning. In de vijfde etappe van de Tour Down Under eindigde hij weliswaar tweede na Caleb Ewan, maar die werd gediskwalificeerd wegens onregelmatig sprinten. Philipsen bleef onder meer Peter Sagan, Danny van Poppel en Elia Viviani voor. In juli maakte hij zijn debuut in de Ronde van Frankrijk, waar hij na diverse ereplaatsen niet meer van start ging in de twaalfde etappe.

### 2020
Vroeg in het jaar won Philipsen het puntenklassement in de Tour Down Under, dit was nog voor het uitbreken van de coronapandemie. Later in het jaar boekte hij nog drie etappezeges waaronder zijn eerste in een Grote Ronde. Hij won de ruim zes uur durende vijftiende etappe etappe in de Ronde van Spanje die van Mos naar Puebla de Sanabria ging, voor de Duitsers Pascal Ackermann en Jannik Steimle.

### 2021
Voor dit seizoen maakte Philipsen de overstap van UAE Team Emirates naar de Belgische wielerploeg Alpecin-Fenix. In de Ronde van Frankrijk 2021 sprintte Philipsen tot zes keer toe naar een podiumplek in een etappe, echter bleef een overwinning nog altijd uit. Net als in 2020 was Philipsen in 2021 succesvol in de Ronde van Spanje. Ditmaal in de tweede en vijfde etappe, hij startte niet in de elfde etappe. In het najaar zegevierde hij in vier achtereenvolgende wedstrijden waar hij aan deelnam; het Kampioenschap van Vlaanderen, Eschborn-Frankfurt, GP Denain en Parijs-Chauny daarnaast was hij in het voorjaar al succesvol in de Scheldeprijs.

### 2022
Net als in 2021 behaalde hij in 2022 in totaal negen officiële UCI-zeges. In de start van het seizoen won hij in de Ronde van de Verenigde Arabische Emiraten twee etappes en in de Ronde van Turkije een etappe. Bij beide rondes schreef hij ook het puntenklassement op zijn naam. Na in de Baloise Belgium Tour succes te hebben gekend in de derde etappe en tweemaal op het podium te zijn geëindigd startte hij in juli voor de derde keer in zijn carrière in de Ronde van Frankrijk. Bij deze editie eindigde hij vijfmaal op het podium na een sprintetappe. Ten opzichte van voorgaande edities won hij twee etappes, de vijftiende en de slotetappe met finish op de Champs-Élysées. Hij was de elfde Belgische renner die de slotetappe won in de Tour. In deze 21e etappe sprintte hij naar de zege voor Dylan Groenewegen en Alexander Kristoff.

### 2023
In het jaar 2023 zegevierde Philipsen negentien keer, tweemaal meer dan de Sloveen Tadej Pogačar. Hiervan waren zeven eendagswedstrijden, waaronder de Scheldeprijs, Classic Brugge-De Panne, Parijs-Chauny en de Gooikse Pijl. Zodoende won hij twaalf etappezeges in meerdaagse wedstrijden, hiervan waren er vier in de Ronde van Turkije en eveneens vier in de Ronde van Frankrijk. Zijn eerste ritsucces in deze Ronde van Frankrijk was in het Baskenland in de derde etappe. Hij was sneller dan onder andere Phil Bauhaus en Caleb Ewan. Naast zijn etappezeges en de winst van het puntenklassement verloor hij ook twee sprints, waaronder in de slotetappe van deze editie. Hierin moest hij landgenoot Jordi Meeus voor zich laten.

### 2024
Op 16 maart won Philipsen de Italiaanse voorjaarsklassieker en Monument Milaan-Sanremo. In de eindsprint versloeg hij de Australiër Michael Matthews en de Sloveen Tadej Pogačar. Hij noemde het op dat moment de mooiste overwinning uit zijn wielercarrière. Vier dagen later won hij ook de Classic Brugge-De Panne.

## Palmares

### Overwinningen
2017 - 5 zeges
- 2e etappe Triptyque des Monts et Châteaux
- Eindklassement Triptyque des Monts et Châteaux
- Puntenklassement Triptyque des Monts et Châteaux
- Jongerenklassement Triptyque des Monts et Châteaux
- 2e etappe Ronde van de Elzas

2018 - 7 zeges
- 1e en 2e etappe Triptyque des Monts et Châteaux
- Eindklassement Triptyque des Monts et Châteaux
- Puntenklassement Triptyque des Monts et Châteaux
- Trofee Maarten Wynants (geen UCI-zege)
- 4e etappe Ronde van Utah
- Gylne Gutuer

2019 - 1 zege
- 5e etappe Tour Down Under

2020 - 3 zeges
- Puntenklassement Tour Down Under
- 3e etappe Ronde van de Limousin
- 1e etappe BinckBank Tour
- 15e etappe Ronde van Spanje

2021 - 9 zeges
- Scheldeprijs
- 6e en 7e etappe Ronde van Turkije
- Puntenklassement Ronde van Turkije
- 2e etappe en  5e etappe Ronde van Spanje
- Kampioenschap van Vlaanderen
- Eschborn-Frankfurt
- GP Denain
- Parijs-Chauny

2022 - 9 zeges
- 1e en 5e etappe Ronde van de Verenigde Arabische Emiraten
- Puntenklassement Ronde van de Verenigde Arabische Emiraten
- 3e etappe Ronde van Turkije
- Puntenklassement Ronde van Turkije
- 2e etappe Ronde van België
- 15e en 21e etappe Ronde van Frankrijk
- 4e etappe Ronde van Denemarken
- Omloop van het Houtland
- Parijs-Bourges
- Criterium van Saitama (geen UCI-zege)

2023 - 19 zeges
- 3e en 7e etappe Tirreno-Adriatico
- Classic Brugge-De Panne
- Scheldeprijs
- Elfstedenronde
- 1e etappe Ronde van België
- 3e, 4e, 7e en 11e etappe Ronde van Frankrijk
- Puntenklassement Ronde van Frankrijk
- 1e etappe Renewi Tour
- Kampioenschap van Vlaanderen
- Gooikse Pijl
- Parijs-Chauny
- Visit Friesland Elfsteden Race
- 1e, 2e, 4e en 8e etappe Ronde van Turkije
- Puntenklassement Ronde van Turkije

2024 - 9 zeges
- 2e etappe Tirreno-Adriatico
- Milaan-San Remo
- Classic Brugge-De Panne
- 3e etappe Ronde van België
- Puntenklassement Ronde van België
- 10e, 13e en 16e etappe Ronde van Frankrijk
- 4e etappe Renewi Tour
- Puntenklassement Renewi Tour
- Ronde van het Münsterland

2025 - 3 zeges
- Kuurne-Brussel-Kuurne
- 2e etappe Ronde van België
- 1e etappe Ronde van Frankrijk

Totaal: 57 zeges (waarvan 1 individuele niet-UCI-zege)

### Resultaten in voornaamste wedstrijden
| Jaar | Ronde van Italië | Ronde van Frankrijk | Ronde van Spanje |
| ---- | ---------------- | ------------------- | ---------------- |
| 2018 |                  |                     |                  |
| 2019 |                  | opgave              |                  |
| 2020 |                  |                     | 85e (1)          |
| 2021 |                  | 109e                | opgave (2)       |
| 2022 |                  | 92e (2)             |                  |
| 2023 |                  | 97e (4)             |                  |
| 2024 |                  | 128e (3)            |                  |
| 2025 |                  | opgave (1)          |                  |

| Jaar | Milaan-San Remo | Gent-Wevelgem | Ronde van Vlaanderen | Parijs-Roubaix | Omloop Het Nieuwsblad | Scheldeprijs | Eschborn-Frankfurt |  | WK op de weg |  | Wereldranglijsten |
| ---- | --------------- | ------------- | -------------------- | -------------- | --------------------- | ------------ | ------------------ |  | ------------ |  | ----------------- |
| 2018 |                 |               |                      |                |                       |              |                    |  |              |  | 145e (UWR)        |
| 2019 | 150e            |               | opgave               | opgave         | 37e                   | 9e           |                    |  |              |  | 79e (UWR)         |
| 2020 |                 | 47e           |                      |                |                       | 5e           |                    |  |              |  | 65e (UWR)         |
| 2021 |                 | 38e           |                      | 41e            | 124e                  | ↑            | ↑                  |  |              |  | 15e (UWR)         |
| 2022 | 66e             | 21e           | opgave               |                |                       | 8e           |                    |  |              |  | 22e (UWR)         |
| 2023 | 15e             | opgave        |                      | ↑              | 33e                   | ↑            |                    |  | opgave       |  | 9e (UWR)          |
| 2024 | ↑               | 4e            |                      | ↑              |                       | ↑            |                    |  |              |  | (UWR)             |
| 2025 | 163e            | 44e           |                      | 11e            | ↑                     | ↑            |                    |  |              |  |                   |

| Resultaten in kleinere rondes |                 |                  |                      |                  |                 |                |             |                   |
| Jaar                          | Tour Down Under | Ronde van de VAE | Ronde van Californië | Ronde van België | Ronde van Polen | BinckBank Tour | Parijs-Nice | Tirreno-Adriatico |
| 2019                          | 77e (1)         |                  | 105e                 | 6e               |                 | 53e            |             |                   |
| 2020                          | 71e             |                  |                      |                  | 65e             | 13e (1)        |             |                   |
| 2021                          |                 | opgave           |                      |                  |                 |                | opgave      |                   |
| 2022                          |                 | 92e (2)          |                      |                  |                 |                | opgave      |                   |
| 2023                          |                 |                  |                      | 26e (1)          |                 | 35e (1)        |             | 82e (2)           |
| 2024                          |                 |                  |                      |                  |                 | 6e (1)         |             | 81e (1)           |
| 2025                          |                 | 77e              |                      |                  |                 |                |             |                   |

### Jeugd
2015 (junioren)
- Testtijdrit Neerpelt
- Testtijdrit Borlo
- Belgisch kampioenschap tijdrijden

2016 (junioren)
- Guido Reybrouck Classic
- Proloog Ster van Zuid-Limburg
- Eindklassement Ster van Zuid-Limburg
- E3 Harelbeke
- Belgisch kampioenschap tijdrijden
- Testtijdrit Montenaken

2017 (beloften)
- 4e etappe Baby Giro
- Puntenklassement Baby Giro
- 5e etappe Olympia's Tour
- Parijs-Tours

2018 (beloften)
- 3e etappe Baby Giro

## Onderscheidingen
- Flandrien van het jaar: 2023[9]

## Ploegen
- 2013 –  Koninklijke Balen BC
- 2014 –  Koninklijke Balen BC
- 2015 –  Koninklijke Balen BC
- 2016 –  Koninklijke Balen BC
- 2017 –  BMC Development Team
- 2018 –  Hagens Berman Axeon
- 2019 –  UAE Team Emirates
- 2020 –  UAE Team Emirates
- 2021 –  Alpecin-Fenix
- 2022 –  Alpecin-Fenix
- 2023 –  Alpecin-Deceuninck
- 2024 –  Alpecin-Deceuninck
- 2025 –  Alpecin-Deceuninck